# Sven Schuster
Sven Schuster (* 1965 in Wolfsburg) ist ein deutscher Jazzmusiker (Kontrabass, Komposition), der vor allem in den Niederlanden tätig ist.

## Wirken
Schuster begann mit 16 Jahren, Kontrabass zu spielen. Er studierte zunächst an der Hochschule für Musik und darstellende Kunst Graz, dann an de Hogeschool voor de Kunsten in Amsterdam. Er spielte 1988 im Quartett von Klaus Brugger, dann im Trio von Berndt Luef, mit dem zwei Alben entstanden, und in der Band von Lydia van Dam. Sein Quartett Shooster mit Anton Goudsmit, Efraim Trujillo und Victor de Boo gründete er 1995; auf den drei Alben der Band Three Is a Crowd (1998), Shooster (2004) und Shooster Live (2013) werden vorrangig seine eigenen Kompositionen vorgestellt. Die Band spielte u. a. im Bimhuis und auf dem North Sea Jazz Festival. Weiterhin leitet er die Amstel Big Band. Seit 2003 begleitete er Susanne Alt und ist auf mehreren ihrer Alben dokumentiert. Er gehörte zur Celano/Baggiani Group (Alben mit Michael Moore und Gorka Benítez). Bis Ende 2016 war er in der Hausband von Mijke’s Middag Live jeden Freitag auf dem niederländischen Radio 6 zu hören.